# Fjällig blomstickare
Fjällig blomstickare (Diglossa duidae) är en fågel i familjen tangaror inom ordningen tättingar.

## Utbredning och systematik
Fjällig blomstickare förekommer i tepuis i södra Venezuela och norra Brasilien och delas in i tre underarter med följande utbredning:
- D. d. hitchcocki – södra Amazonas
- D. d. duidae – centrala delen av delstaten Amazonas) och näraliggande norra Brasilien (Roraima)
- D. d. georgebarrowcloughi – Cerro Jime

## Status
IUCN kategoriserar arten som livskraftig.